# フランコ・ヴェナンティ

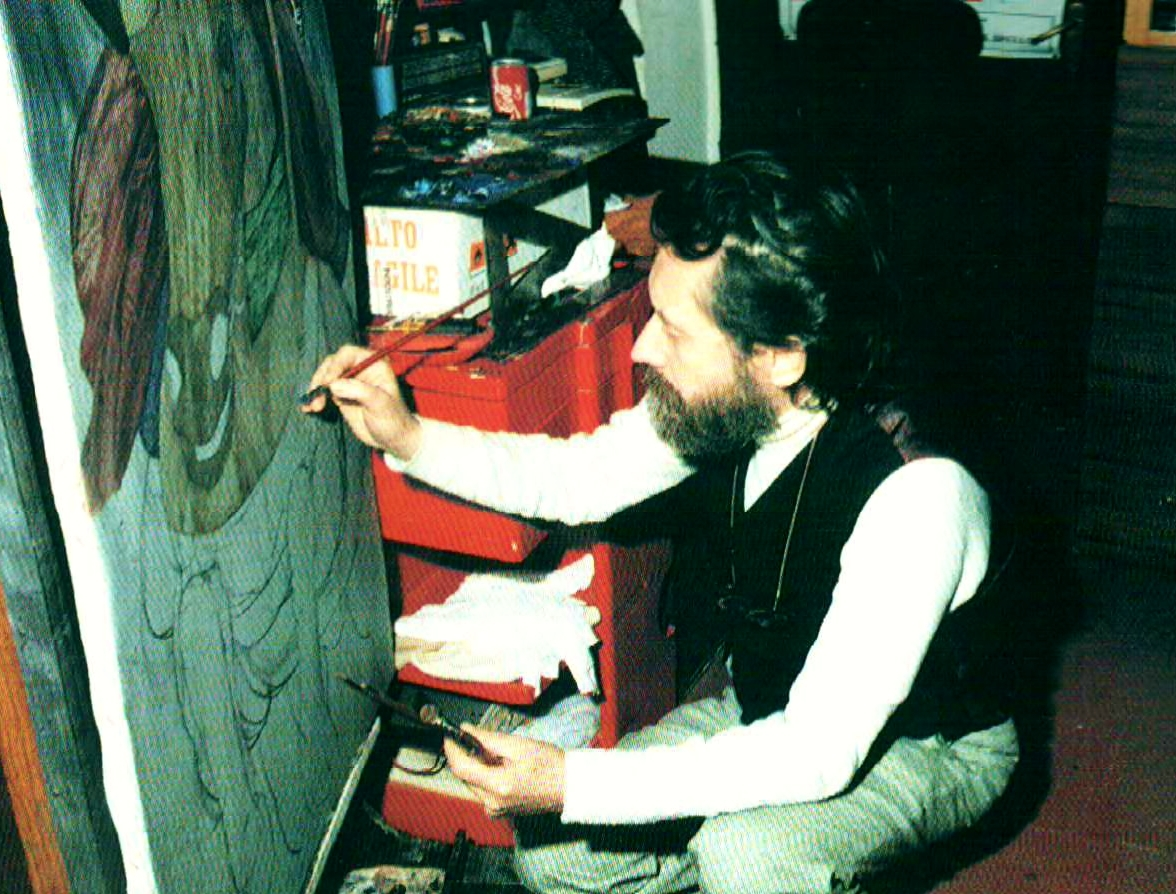
フランコ・ヴェナンティ

フランコ・ヴェナンティ（1930年11月6日 - ）はイタリアの画家で作家。ペルージャ出身。

## キャリア
1963年、ジェラルド・ドットーリや他の知識人とともに、ペルージャで、ウンブリアの歴史的・科学的・芸術的側面を促進することに専念するカルチュラル・アソシエーション「ルイジ・ボナッツィ」を設立し、1974年までその議長を務めた。この協会の目的は、ウンブリア州の上記の側面を明らかにすることであった。1970年に彼はマドリードとバルセロナのビエンナーレで初めて海外に出展した。1978年に彼は芸術的功績でテルニ市からヴァレンティーノドーロを授与された。 
1985年に彼はアレッサンドロ・ペルティーニ首相から イタリア共和国功労勲章の勲章を授与された。2003年にカルロ・アツェリオ・チャンピは文化的および芸術的問題の善意に対して彼にメダリア・ダルジェント・アル・ベネメリティ・デラ・カルチュラ・エ・デラルテを授与された。その後ペルージャ市は、最も有名な市民の黄金の本に彼を加えた。 
1993年、彼は東京のトーマス＆ギャラリーGallery三郎で個展を開催した。 
彼の作品はドイツおよび海外の多くの私的および公共のコレクションで見られる。 

## リファレンス
1. ↑  Eintrag beim Quirinal